# Barcelona Open Banc Sabadell 2021
Barcelona Open Banc Sabadell 2021 (còn được biết đến với Torneo Godó) là một giải quần vợt nam thi đấu trên mặt sân đất nện ngoài trời. Đây là lần thứ 68 giải đấu được tổ chức và là một phần của ATP Tour 500 trong ATP Tour 2021. Giải đấu diễn ra tại Real Club de Tenis Barcelona ở Barcelona, Catalonia, Tây Ban Nha, từ ngày 19 đến ngày 25 tháng 4 năm 2021.
Giải đấu năm 2020 ban đầu diễn ra từ ngày 20 đến ngày 26 tháng 4 năm 2020. Do đại dịch COVID-19, các hạn chế đi lại của địa phương, và việc tạm dừng tất cả các giải đấu trong ATP Tour, giải đấu năm 2020 đã bị hủy vào tháng 3 năm 2020.

## Điểm và tiền thưởng

### Phân phối điểm
| Sự kiện | VĐ  | CK  | BK  | TK | Vòng 1/16 | Vòng 1/32 | Vòng 1/64 | Q  | Q2 | Q1 |
| Đơn     | 500 | 300 | 180 | 90 | 45        | 20        | 0         | 10 | 4  | 0  |
| Đôi     | 500 | 300 | 180 | 90 | 0         | —         | —         | 45 | 25 | 0  |

### Tiền thưởng
| Sự kiện | VĐ       | CK       | BK      | TK      | Vòng 1/16 | Vòng 1/32 | Vòng 1/64 | Q2     | Q1     |
| Đơn     | €178,985 | €111,600 | €69,840 | €42,180 | €24,900   | €14,700   | €8,700    | €3,960 | €2,100 |
| Đôi*    | €58,500  | €39,300  | €26,100 | €17,100 | €10,800   | —         | —         | —      | —      |

*mỗi đội

## Nội dung đơn

### Hạt giống
| Quốc gia | Tay vợt               | Xếp hạng1 | Hạt giống |
| -------- | --------------------- | --------- | --------- |
| ESP      | Rafael Nadal          | 3         | 1         |
| GRE      | Stefanos Tsitsipas    | 5         | 2         |
| RUS      | Andrey Rublev         | 8         | 3         |
| ARG      | Diego Schwartzman     | 9         | 4         |
| ESP      | Roberto Bautista Agut | 11        | 5         |
| BEL      | David Goffin          | 12        | 6         |
| ESP      | Pablo Carreño Busta   | 13        | 7         |
| CAN      | Denis Shapovalov      | 14        | 8         |
| ITA      | Fabio Fognini         | 18        | 9         |
| CAN      | Félix Auger-Aliassime | 21        | 10        |
| ITA      | Jannik Sinner         | 22        | 11        |
| RUS      | Karen Khachanov       | 23        | 12        |
| CHI      | Cristian Garín        | 24        | 13        |
| AUS      | Alex de Minaur        | 25        | 14        |
| NOR      | Casper Ruud           | 27        | 15        |
| GBR      | Dan Evans             | 33        | 16        |
| FRA      | Adrian Mannarino      | 34        | 17        |

- 1 Bảng xếp hạng vào ngày 12 tháng 4 năm 2021.

### Vận động viên khác
Đặc cách:
- Carlos Alcaraz
- Jaume Munar
- Lorenzo Musetti
- Andrey Rublev

Vượt qua vòng loại:
- Tallon Griekspoor
- Ilya Ivashka
- Andrey Kuznetsov
- Sumit Nagal
- Holger Rune
- Bernabe Zapata Miralles

Thua cuộc may mắn:
- Federico Gaio

### Rút lui
Trước giải đấu
- Grigor Dimitrov → thay thế bởi  Salvatore Caruso
- Lloyd Harris → thay thế bởi  Thiago Monteiro
- Nick Kyrgios → thay thế bởi  Jo-Wilfried Tsonga
- Reilly Opelka → thay thế bởi  Pierre-Hugues Herbert
- Casper Ruud → thay thế bởi  Federico Gaio
- Jan-Lennard Struff → thay thế bởi  Gilles Simon

### Xử thua
- Fabio Fognini

### Bỏ cuộc
- David Goffin

## Nội dung đôi

### Hạt giống
| Quốc gia | Tay vợt              | Quốc gia | Tay vợt          | Xếp hạng1 | Hạt giống |
| -------- | -------------------- | -------- | ---------------- | --------- | --------- |
| COL      | Juan Sebastián Cabal | COL      | Robert Farah     | 5         | 1         |
| ESP      | Marcel Granollers    | ARG      | Horacio Zeballos | 20        | 2         |
| USA      | Rajeev Ram           | GBR      | Joe Salisbury    | 23        | 3         |
| NED      | Wesley Koolhof       | POL      | Łukasz Kubot     | 26        | 4         |

- Bảng xếp hạng vào ngày 12 tháng 4 năm 2021.

### Vận động viên khác
Đặc cách:
- Carlos Alcaraz /  Pablo Carreño Busta
- Feliciano López /  Marc López

Vượt qua vòng loại:
- Adrian Mannarino /  Benoît Paire

### Rút lui
Trước giải đấu
- Jamie Murray /  Bruno Soares →  Cristian Garín /  Guido Pella
- Ivan Dodig /  Franko Škugor →  Ivan Dodig /  Jamie Murray

Trong giải đấu
- Carlos Alcaraz /  Pablo Carreño Busta

## Nhà vô địch

### Đơn
- Rafael Nadal đánh bại  Stefanos Tsitsipas, 6–4, 6–7(6–8), 7–5

### Đôi
- Juan Sebastián Cabal /  Robert Farah đánh bại  Kevin Krawietz /  Horia Tecău, 6–4, 6–2